# Plansee
Le Plansee est un lac du Tyrol, en Autriche, à proximité de la frontière allemande.

## Géographie
D'une superficie de 2,87 km2 et d'une profondeur maximale de 78 m, le Plansee est situé à 970 m d'altitude. Alimenté par le Grunbach par l'intermédiaire du Heiterwangersee, il s'écoule par l'Archbach, affluent du Lech.

## Histoire
Pendant la Seconde Guerre mondiale, l'hôtel Forelle, situé sur la berge nord du lac, a accueilli le camp de Füssen-Plansee, un camp de travail dépendant du camp de concentration de Dachau.